# Задача безумовної оптимізації
Задача безумовної оптимізації — задача оптимізації, допустимою множиною якої є весь евклідів простір (Rn):
{\displaystyle f(x)\to \min ,\qquad x\in \mathbf {R} ^{n}}

## Методи розв'язання
- Метод найшвидшого спуску